# Lotta Schelin
Lotta Schelin (Estocolmo, 27 de fevereiro de 1984) é uma antiga futebolista sueca, que atuava como atacante. 

## Carreira
Lotta fez parte do elenco da Seleção Sueca de Futebol Feminino, nas Olimpíadas de 2004, 2008, 2012 e 2016. 

## Clubes
- Kållereds SK
- Hällesåkers IF
- Mölnlycke IF
- Göteborg FC

## Títulos
- Algarve Cup - 2009
- Campeonato de França de Futebol Feminino - 2009, 2010, 2011, 2012, 2013, 2014, 2015, 2016
- Taça da França - 2012, 2013, 2014, 2015, 2016
- Liga dos Campeões de Futebol Feminino da UEFA - 2011, 2012, 2016
- Campeonato Mundial de Futebol Feminino de 2011
- Jogos Olímpicos de 2016 – Futebol feminino